# Peter Karl Christoph von Keith

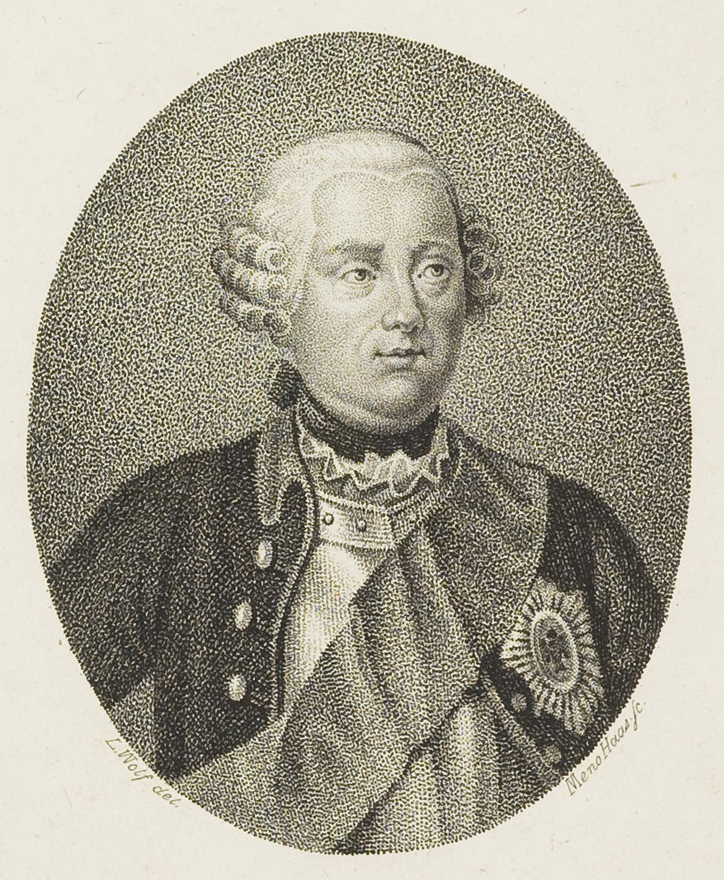
Peter Karl Christoph von Keith (Stich: Meno Haas)

Peter Karl Christoph von Keith (* 24. Mai 1711 auf dem väterlichen Gut Poberow in Hinterpommern; † 27. Dezember 1756) war ein enger Vertrauter des preußischen Kronprinzen Friedrich (des späteren Königs Friedrich des Großen). Er entstammte einem Zweig des schottischen Clans Keith, der über Schweden nach Pommern gekommen war.
Keith hatte sich als Page König Friedrich Wilhelms I. mit dem Kronprinzen befreundet. Friedrichs Schwester Wilhelmine schrieb in ihren Memoiren über die Isolation ihres Bruders, der eine militärische Ausbildung erhielt und dem jegliche Beschäftigung mit Musik, Lektüre, Wissenschaften oder Künsten streng untersagt worden war: „Aber diese Verlassenheit, in der er lebte, veranlasste ihn, sich Ausschweifungen hinzugeben. Weil die Hofmeister nicht wagten, ihm zu folgen, verfiel er ihnen völlig. Einer der Pagen des Königs, namens Keith, war der Organisator seiner Gelage. Dieser junge Mann hatte es derart gut verstanden, sich bei ihm einzuschmeicheln, dass er ihn von Herzen liebte und ihm sein ganzes Vertrauen schenkte. Ich kannte sein liederliches Leben nicht, aber ich hatte seine Vertraulichkeit mit diesem Pagen bemerkt und ihm mehrfach Vorwürfe gemacht, wobei ich ihm vor Augen hielt, dass dieses Benehmen seinem Rang nicht entspreche. Doch er fand immer Ausflüchte und erklärte mir, der Junge sei sein Spion, er habe Grund, auf ihn Rücksicht zu nehmen, weil er sich durch die von ihm erhaltenen Warnungen oftmals großen Ärger erspare.“
Der König hielt Keiths Einfluss auf Friedrich für verderblich und versetzte ihn deshalb als Leutnant zum Infanterie-Regiment (Nr. 31) des Obersten Friedrich Wilhelm von Dossow nach Wesel. Auf die Pagenstelle rückte ein jüngerer Bruder Keiths nach. Trotz der Versetzung unterhielt Keith von Wesel aus weiterhin Kontakt zu Friedrich, der ihm 1730 eine Helferrolle bei der geplanten Flucht nach England zudachte. Nach deren Scheitern warnte ihn Friedrich mit einem Zettel, auf dem stand: „Sauvez Vous – Tout est decouvert“ (Bringt Euch in Sicherheit – Alles ist aufgedeckt). Daraufhin floh Keith nach Den Haag. Vor seinen nachgeschickten Verfolgern rettete er sich mit Hilfe des englischen Gesandten Chesterfield. Bei Sturm konnte er am 18. August 1730 in einem Fischerboot von Scheveningen nach England übersetzen. Von dort ging er mit Admiral Norris auf Anregung König Georgs II., der einem erwarteten Auslieferungsersuchen seines Intimfeindes Friedrich Wilhelm die Spitze nehmen wollte, nach Portugal, wo er Major der Kavallerie wurde. Später lebte er in London. In Wesel war er unterdessen wegen der Beteiligung an Friedrichs Fluchtplänen und als Deserteur in effigie gehängt worden. Hans Hermann von Katte, der Keith als intimer Freund und Vertrauter des Kronprinzen nachgefolgt war, wurde am 6. November 1730 in der Festung Küstrin vor den Augen Friedrichs enthauptet.
Nach Friedrichs Thronbesteigung kehrte Keith 1740 nach Preußen zurück und heiratete Adriane von Knyphausen, die Tochter des ehemaligen Ministers Friedrich Ernst zu Innhausen und Knyphausen. Friedrich ernannte ihn zum Stallmeister und Oberstleutnant sowie 1744 zum Ehrenmitglied und 1747 zum Kurator der Akademie der Wissenschaften, hielt ihn aber von sich fern. Keith fand sich hierdurch und durch ein Jahresgehalt von 1200 Talern nicht genügend belohnt. Eine spätere Anregung von englischer Seite, Keith als Gesandten nach London zu schicken, lehnte Friedrich wegen dessen diplomatischer Unerfahrenheit ab.
Keiths jüngerer Bruder war an dem Fluchtvorhaben in Steinsfurt 1730 beteiligt. In Mannheim sollte er heimlich Postpferde bestellen. Er warf sich jedoch aus Gewissensnot nach dem gemeinsamen Sonntagsgottesdienst am 6. August 1730 in Mannheim dem König vor die Füße und offenbarte ihm, was in Steinsfurt wirklich geschehen war und was Friedrich ihm aufgetragen hatte. Friedrich Wilhelm I. verzichtete auf eine Bestrafung und versetzte ihn als Füsilier zur Leibkompanie des Infanterie-Regiments von der Mosel, wofür Keith sich in einem Brief an den König vom 1. November 1730 bedankte. Von diesem Bruder Keiths sind weder der volle Name noch sein weiteres Schicksal überliefert.